# Choupette (chat)
Pour les articles homonymes, voir Choupette.
Choupette est le nom d'une chatte, dite « sacrée de Birmanie », ayant appartenu au grand couturier allemand Karl Lagerfeld, directeur artistique de la maison de haute couture Chanel.
Cet animal de compagnie est une source d'inspiration pour le couturier et sert notamment à la promotion de plusieurs marques, comme Shū Uemura ou Opel. Selon le journal La Tribune, la médiatisation du félin a permis de générer près de trois millions d'euros en 2014.

## Naissance et père adoptif

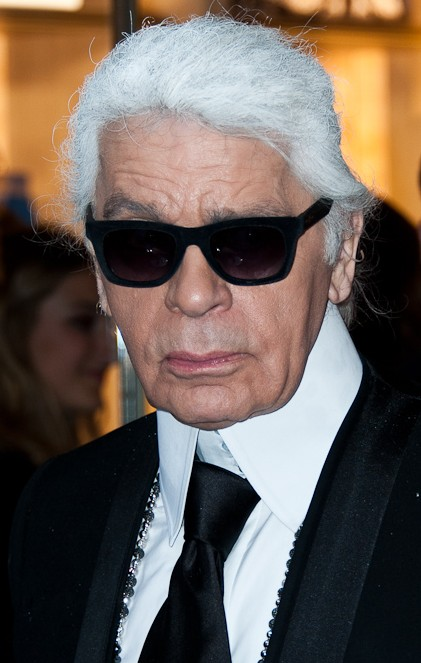
Karl Lagerfeld en 2014.

Choupette (de son nom de naissance « Guimauve du Blues Daphnée »), née à l'élevage du Blues Daphnée (Fontaine-sous-Préaux, Seine-Maritime), est le chat de Karl Lagerfeld depuis Noël 2011. Elle a trois noms : « Choupette », « Princesse-Choupette » ou « Miss-Choupette ».

Appartenant à l'origine au mannequin Baptiste Giabiconi, Choupette a été dépossédée de son maître. Lagerfeld explique dans Vanity Fair ce « rapt » : 

« Choupette ne m'a pas été donnée. Choupette appartenait à un ami à moi, qui a demandé à ma domestique si elle pouvait s'en occuper durant ses deux semaines de déplacement. À son retour, il n'a pas récupéré Choupette. [...] Choupette est devenu le chat le plus célèbre du monde, mais aussi le plus riche. »

En février 2015, Karl Lagerfeld confie à CNN être « tombé amoureux » de Choupette et avoir pris les dispositions testamentaires nécessaires, destinées à pourvoir à ses besoins au cas où. Le mois suivant, il poursuit dans la même veine sur France 3 avec Marc-Olivier Fogiel lors de l'émission Le Divan : « elle a sa propre petite fortune, c'est une héritière : s'il m'arrive quelque chose, la personne qui s'en occupera ne sera pas dans la misère. L'argent des pubs où elle apparaît a été mis de côté pour elle, ». À la mort du couturier, c'est une gouvernante déjà chargée de s'occuper de l'animal du vivant de Lagerfeld qui hérite de la chatte, d'une maison et d'une partie de la fortune de ce dernier, notamment destinée à l'entretien du félin,.

## Caractéristiques
Choupette pèse 3,5 kg, mesure 25 cm au garrot. Karl Lagerfeld la décrit ainsi : « Ses poils sont couleur neige avec quelques touches caramel autour des yeux et des oreilles. Et sa queue interminable ressemble aux plumes d’un boa ». Ses yeux sont « bleu saphir étoilé ».

## Médiatisation

### Internet
La première apparition médiatique de Choupette a lieu sur le réseau social Twitter le 16 janvier 2012 lorsque Stephen Gan, rédacteur en chef de V Magazine, poste une photo d'elle dans l'appartement de Karl Lagerfeld.
En juin 2012, un compte fan Twitter est lancé, rédigé par Ashley Tschudin. Après plusieurs « entretiens » dans les magazines de mode, la célébrité de Choupette augmente, incitant Lagerfeld à remarquer : « Bientôt les gens parleront plus de Choupette que de moi ! ». En octobre 2020, elle a plus de 70 000 abonnés sur son compte officiel Instagram .
L'animal est présent également sur Facebook et des blogs lui sont dédiés.[réf. souhaitée]

### Presse et édition
Depuis 2012, Choupette enchaîne les couvertures de magazines de mode (Grazia, Harper’s Bazaar, Vogue allemand),. En 2012, elle apparaît sur la couverture du magazine britannique Grazia. En 2013, Choupette pose pour Vogue allemand dans les bras de Linda Evangelista.
Elle est rédactrice en chef invitée du Karl Daily, un journal dédié à la marque du couturier sorti le 20 septembre 2014, et distribué dans ses boutiques.
Fin 2014, un livre co-écrit par Patrick Mauriès, Jean-Christophe Napias et la vétérinaire Yola Horn, agrémenté de photographies de Karl Lagerfeld, paraît aux éditions Flammarion. Conçu comme un journal de bord, ce livre révèle tout sur l'histoire de Choupette, parle de ses goûts, de ses caprices et de ses envies. De nombreuses photographies la montrent aux côtés d'icônes de la mode comme Laetitia Casta ou Linda Evangelista.
En septembre 2014, puis en juin 2015, Brigitte Bardot écrit une lettre antifourrure à Choupette dans laquelle elle lui demande notamment de « ronronner à l'oreille de Papa Karl le désespoir que tous [ses] petits frères à fourrure ressentent lorsqu'il fait la « promo » de leurs dépouilles ».
Tiffany Cooper publie chez Marabout en septembre 2015 Karl's secrets, un roman graphique livrant les secrets et anecdotes de la vie du créateur Karl Lagerfeld. Choupette tient une place importante dans cette bande dessinée.

## «Égérie» publicitaire et mascotte
Karl Lagerfeld gère l'image de son chat : « Je ne lui permettrai pas de faire des publicités pour croquettes, elle est trop sophistiquée pour ça, elle a quelque chose d'unique ». De même, sa chatte ne sera jamais habillée en Chanel : « Je n'aime pas habiller les animaux avec des vêtements pour humains. On n'est pas au cirque ! ».

### Publicités et photographies
Choupette a commencé sa carrière de modèle en août 2012 : dans les bras de Laetitia Casta, elle posait devant l’objectif de Karl Lagerfeld face à la tour Eiffel.
Pour la revue Numéro Homme d'octobre 2013, Pierre et Gilles font poser Karl Lagerfeld et Choupette. Intitulée For Your Eyes Only, la photographie figurera dans l'exposition Héros, présentée à la galerie Daniel Templon en avril 2014. Selon les photographes, « Karl Lagerfeld prend les traits du Spectre, personnage de James Bond, dans une mise en scène inspirée du film Men in Black. »
Fin 2014, Choupette participe à la collection capsule de maquillage pour femme Shu Uemura. Un fard à paupières a été créé pour l'occasion, en hommage à ses yeux bleus.
En 2015, la marque automobile allemande Opel fait appel à elle pour la campagne de l'Opel Corsa cinquième génération.
En août suivant, elle pose auprès de Kendall Jenner lors d'un shooting « rétrospective du temps passé » au sein du magazine Vogue.
Au Met Gala 2023, qui avait pour thème Karl Lagerfeld: A Line of Beauty, plusieurs personnalités s'inspirent de Choupette pour leur tenue, à l'image de Doja Cat, Lil Nas X ou encore Chloe Fineman. Jared Leto portait quant à lui un fursuit de l'animal. La présence de Choupette elle-même avait été annoncée, avant d'être démentie sur son compte officiel Instagram,.

### Collections d'accessoires et articles de modes

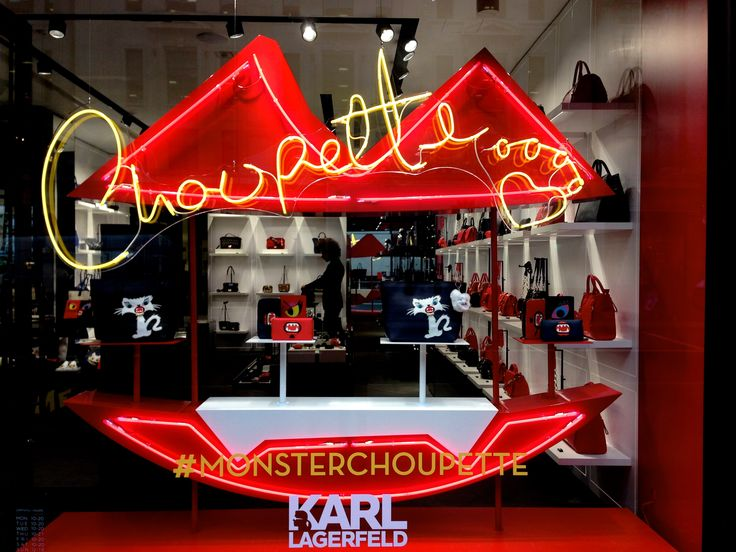
Vitrine de sacs Karl Lagerfeld avec le thème de Choupette, à Regent Street, Londres.

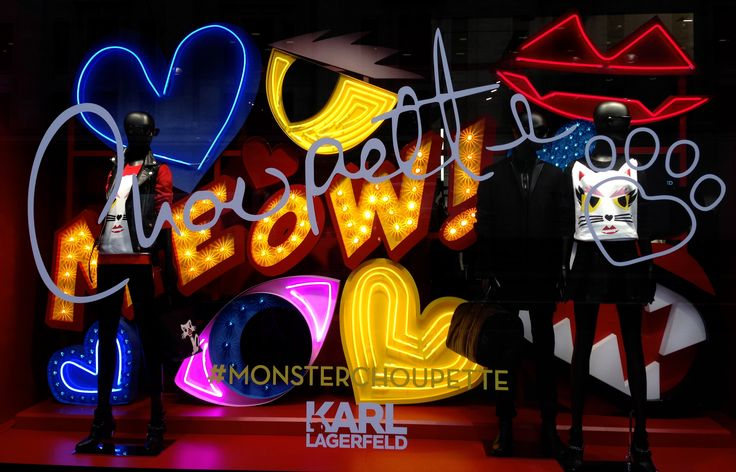
Collection avec le thème de Choupette, à Regent Street, Londres.

En 2012, Karl Lagerfeld crée un sac à son nom. Le sac a été présenté au défilé Chanel Haute Couture Automne-Hiver 2012/2013.
En 2013, la marque américaine Tokidoki s'associe à Karl Lagerfeld pour une collection capsule de vêtements, d'objets et d'accessoires ludiques d'inspiration japonaise. Choupette a été immortalisée dans une figurine de collection .
L'animal dispose à partir de novembre 2013 d'une ligne de sacs et d'accessoires aux teintes noires et blanches, pour la marque Karl Lagerfeld. Cette collection appelée Monster Choupette est constituée de sacs à main en forme de tête de chat, portefeuilles, housses de smartphone à moustaches ou foulards…
L'illustratrice française Tiffany Cooper crée en avril 2015 une collection capsule de pièces vendues dans les boutiques Colette et Karl Lagerfeld. Sur un sweat, une minaudière, ou des tee-shirts, « elle se moque avec tendresse de l'obsession de Karl Lagerfeld pour son animal de compagnie ».
En 2017, une peluche à son image est créée par le fabricant de jouets Steiff. Produite en édition limitée à 2 000 exemplaires, elle est vendue au prix de 499 euros.
En mars 2019, environ un mois après la mort de Lagerfeld, une « collection commémorative » appelée #RIPDaddy est lancée par le site Choupette's Diary. La collection, officiellement signée Choupette, est dessinée par Monica Smiley, déjà à l'origine du logo du site. Les six pièces de la collection figurent une Choupette stylisée, en deuil, avec des lunettes noires, un haut col, une cravate et un voile noir sur la tête. Une partie de l'argent récolté est reversée au Helen Woodward Animal Center.

## Objet de sketchs et de courts métrages d'animation
Animal médiatisé, Choupette fait l'objet de nombreuses caricatures.
Dans son livre Le meilleur (et le pire) de l'année : les chroniques radio, Laurent Gerra se moque de la passion de Karl Lagerfeld pour son chat : « C'est ma chatte, ma nouvelle muse, mon inspiratrice. Au moins, elle, elle a plus de cervelle, de sensualité et de conversation que les portemanteaux "anôrexiques" [sic] qui défilent pour moi en faisant des tronches de "môrtes" [sic] vivantes… »
Dans un sketch diffusé le 4 septembre 2014 sur Canal+ dans l'émission Le Petit Journal, Éric et Quentin mettent en image la vie de Choupette.
Dans les courts métrages d'animation signés Tiffany Cooper, Simone Legno ou le clip vidéo Monster Choupette, Karl Lagerfeld devient indissociable de son chat, au point de former avec lui un véritable duo. Tiffany Cooper explique l'engouement du public pour Choupette : elle « est naturellement devenue le gimmick qui vient pimenter la fausse austérité de Karl ».